# GOOD Music
A GOOD Music (stilizálva: G.O.O.D. Music; Getting Out Our Dreams rövidítése) egy amerikai lemezkiadó, amelyet Kanye West 2004-ben alapított. A GOOD Music 2011-ben aláírt egy hosszútávú szerződést a The Island Def Jam Music Group kiadóval. 2012-ben a kiadó kiadta első válogatásalbumát, a Cruel Summer-t. 2015-ben Pusha T-t West kinevezte a kiadó elnökének, míg Steven Victor lett a műveleti igazgató.
Az album két Billboard Hot 100 első helyezett kislemezt (All of Me, Panda) adott ki és hét első helyezett Billboard 200 albumot (Finding Forever, Dark Sky Paradise, The Life of Pablo, I Decided, Ye, Jesus Is King, Detroit 2).

## Előadók

### Jelenlegi előadók
| Előadó                 | Leszerződtetve | Albumok a kiadóval | Jegyzetek                                                   |
| ---------------------- | -------------- | ------------------ | ----------------------------------------------------------- |
| Kanye West             | 2004           | 4                  | Alapító                                                     |
| Big Sean               | 2007           | 6                  | 2014 óta szerződés alatt a Roc Nation kiadóval is           |
| Pusha T                | 2009           | 4                  | 2015 óta elnök                                              |
| Q-Tip                  | 2012           | —                  |                                                             |
| 070 Shake              | 2016           | 2                  |                                                             |
| Francis and the Lights | 2017           | —                  |                                                             |
| Valee                  | 2018           | 2                  |                                                             |
| Kids See Ghosts        | 2018           | 1                  | West és a korábbi előadó, Kid Cudi közös projektje          |
| Sheck Wes              | 2018           | 1                  | Szerződés alatt az Interscope és a Cactus Jack kiadókkal is |

### Korábbi előadók
| Előadó         | Időszak   | Albumok a kiadóval |
| -------------- | --------- | ------------------ |
| GLC            | 2004–2006 | —                  |
| Tony Williams  | 2004–2010 | 1                  |
| Common         | 2004–2010 | 3                  |
| The Roots      | 2010      | 1                  |
| Consequence    | 2004–2011 | 1                  |
| John Legend    | 2004–2016 | 6                  |
| Sa-Ra          | 2005–2007 | —                  |
| Malik Yusef    | 2005–2016 | 1                  |
| Kid Cudi       | 2008–2013 | 3                  |
| Mr Hudson      | 2009–2016 | 1                  |
| Mos Def        | 2010–2016 | —                  |
| D'banj         | 2011–2016 | —                  |
| Ryan McDermott | 2013–2016 | —                  |
| Kacy Hill      | 2014−2019 | 2                  |
| HXLT           | 2015−2019 | 1                  |
| Teyana Taylor  | 2012–2020 | 3                  |

## Elnökök
| Név           | Időszak         | For.   |
| ------------- | --------------- | ------ |
| John Monopoly | 2004–2007       | [ 13 ] |
| No I.D.       | 2008–2011       | [ 14 ] |
| Che Pope      | 2012–2015       | [ 15 ] |
| Pusha T       | 2015–napjainkig | [ 4 ]  |

## Very Good Beats
A G.O.O.D. Music produceri szárnya Very Good Beats néven ismert.

### Jelenlegi producerek
- 88-Keys[16]
- Benny Cassette
- Boogz & Tapez[17]
- Desmond Saunders
- Charlie Heat
- SZOBE
- Big Jko
- Evian Christ[18]
- Hudson Mohawke[19]
- Jeff Bhasker[20]
- Kanye West
- Lifted[21]
- Mike Dean[22]
- No I.D.
- Noah Goldstein[16]
- Q-Tip
- Symbolyc One (S1)[23]
- Travis Scott[23]

### Korábbi producerek
- Brian "All Day" Miller
- Devo Springsteen[24]
- Don Jazzy[25]
- Keezo Kane
- Keyon Christ (korábban: Mitus)[26]

## Diszkográfia
| Előadó                   | Album címe (további kiadók)                                               | Részletek                                                                          |
| ------------------------ | ------------------------------------------------------------------------- | ---------------------------------------------------------------------------------- |
| John Legend              | Get Lifted(Sony Urban és Columbia)                                        | - Megjelent: 2004. december 28. - Slágerlista: #4 U.S. - RIAA-minősítés: Platina   |
| Common                   | Be(Geffen)                                                                | - Megjelent: 2005. május 24. - Slágerlista: #2 U.S. - RIAA-minősítés: Arany        |
| John Legend              | Once Again(Sony Urban és Columbia)                                        | - Megjelent: 2006. október 24. - Slágerlista: #3 U.S. - RIAA-minősítés: Platina    |
| Consequence              | Don't Quit Your Day Job!(Columbia)                                        | - Megjelent: 2007. március 6. - Slágerlista: #113 U.S.                             |
| Common                   | Finding Forever(Geffen)                                                   | - Megjelent: 2007. július 31. - Slágerlista: #1 U.S. - RIAA-minősítés: Arany       |
| John Legend              | Evolver(Columbia)                                                         | - Megjelent: 2008. október 28. - Slágerlista: #4 U.S. - RIAA-minősítés: Arany      |
| Common                   | Universal Mind Control(Geffen)                                            | - Megjelent: 2008. december 9. - Slágerlista: #12 U.S.                             |
| Malik Yusef              | G.O.O.D. Morning, G.O.O.D. Night                                          | - Megjelent: 2008. június 2.                                                       |
| Kid Cudi                 | Man on the Moon: The End of Day(Dream On és Universal Motown)             | - Megjelent: 2009. szeptember 15. - Slágerlista: #4 U.S. - RIAA-minősítés: Platina |
| Mr Hudson                | Straight No Chaser(Mercury)                                               | - Megjelent: 2009. október 19. - Slágerlista: #25 UK                               |
| Tony Williams            | Finding Dakota Grey                                                       | - Megjelent: 2010. március 2.                                                      |
| John Legend és The Roots | Wake Up!(Columbia)                                                        | - Megjelent: 2010. szeptember 21. - Slágerlista: #8 U.S.                           |
| Kid Cudi                 | Man on the Moon II: The Legend of Mr. Rager(Dream On és Universal Motown) | - Megjelent: 2010. november 9. - Slágerlista: #3 U.S. - RIAA-minősítés: Platina    |
| Big Sean                 | Finally Famous                                                            | - Megjelent: 2011. június 28. - Slágerlista: #3 U.S. - RIAA-minősítés: Platina     |
| Pusha T                  | Fear of God II: Let Us Pray                                               | - Megjelent: 2011. november 8. - Slágerlista: #66 U.S.                             |
| G.O.O.D. Music           | Cruel Summer                                                              | - Megjelent: 2012. szeptember 12. - Slágerlista: #2 U.S.                           |
| Kid Cudi                 | Indicud(Wicked Awesome és Republic)                                       | - Megjelent: 2013. április 16. - Slágerlista: #2 U.S. - RIAA-minősítés: Arany      |
| Big Sean                 | Hall of Fame                                                              | - Megjelent: 2013. augusztus 27. - Slágerlista: #3 U.S. - RIAA-minősítés: Arany    |
| John Legend              | Love in the Future(Columbia)                                              | - Megjelent: 2013. szeptember 3. - Slágerlista: #4 U.S. - RIAA-minősítés: Arany    |
| Pusha T                  | My Name Is My Name                                                        | - Megjelent: 2013. október 8. - Slágerlista: #4 U.S.                               |
| Teyana Taylor            | VII                                                                       | - Megjelent: 2014. november 4. - Slágerlista: #19 U.S.                             |
| Big Sean                 | Dark Sky Paradise                                                         | - Megjelent: 2015. február 24. - Slágerlista: #1 U.S. - RIAA-minősítés: Platina    |
| Kacy Hill                | Bloo                                                                      | - Megjelent: 2015. október 9.                                                      |
| Pusha T                  | King Push – Darkest Before Dawn: The Prelude                              | - Megjelent: 2015. december 18. - Slágerlista: #20 U.S.                            |
| Kanye West               | The Life of Pablo                                                         | - Megjelent: 2016. február 13. - Slágerlista: #1 U.S. - RIAA-minősítés: Platina    |
| HXLT                     | HXLT                                                                      | - Megjelent: 2016. február 26.                                                     |
| TWENTY88                 | TWENTY88(ARTium)                                                          | - Megjelent: 2016. április 1. - Slágerlista: #5 U.S.                               |
| John Legend              | Darkness és Light(Columbia)                                               | - Megjelent: 2016. december 2. - Slágerlista: #14 U.S.                             |
| Big Sean                 | I Decided.                                                                | - Megjelent: 2017. február 3. - Slágerlista: #1 U.S. - RIAA-minősítés: Platina     |
| Kacy Hill                | Like a Woman                                                              | - Megjelent: 2017. június 30.                                                      |
| Cyhi the Prynce          | No Dope on Sundays (Sony és Brooklyn Knights)                             | - Megjelent: 2017. november 17. - Slágerlista: #65 U.S.                            |
| Big Sean és Metro Boomin | Double or Nothing(Boominati és Republic)                                  | - Megjelent: 2017. december 8. - Slágerlista: #6 U.S.                              |
| Valee                    | GOOD Job, You Found Me                                                    | - Megjelent: 2018. március 2.                                                      |
| 070 Shake                | Glitter                                                                   | - Megjelent: 2018. március 23.                                                     |
| Pusha T                  | Daytona                                                                   | - Megjelent: 2018. május 25. - Slágerlista: #3 U.S.                                |
| Kanye West               | Ye                                                                        | - Megjelent: 2018. június 1. - Slágerlista: #1 U.S. - RIAA-minősítés: Arany        |
| Kids See Ghosts          | Kids See Ghosts(Wicked Awesome)                                           | - Megjelent: 2018. június 8. - Slágerlista: #2 U.S. - RIAA-minősítés: Arany        |
| Teyana Taylor            | K.T.S.E.                                                                  | - Megjelent: 2018. június 23. - Slágerlista: #17 U.S.                              |
| Sheck Wes                | Mudboy(Interscope és Cactus Jack)                                         | - Megjelent: 2018. október 5. - Slágerlista: #17 U.S.                              |
| Kanye West               | Jesus Is King                                                             | - Megjelent: 2019. október 25. - Slágerlista: #1 U.S. - RIAA-minősítés: Arany      |
| 070 Shake                | Modus Vivendi                                                             | - Megjelent: 2020. január 17.                                                      |
| Teyana Taylor            | The Album                                                                 | - Megjelent: 2020. június 19. - Slágerlista: #8 U.S.                               |
| Big Sean                 | Detroit 2                                                                 | - Megjelent: 2020. szeptember 4. - Slágerlista: #1 U.S.                            |